# Maria Dulcelinda da Costa de Cabedo Cardoso
Maria Dulcelinda da Costa de Cabedo Cardoso (Santa Luzia, 3 de julho de 1890-1968), de nome artístico Maria de Cabedo, foi uma escritora e cronista portuguesa, natural da Ilha da Madeira.

## Biografia
Filha do oficial do Exército Major João Augusto da Costa de Cabedo e de Matilde Amélia Fernandes de Cabedo, e neta de um dos heróis do Mindelo, Maximiliano de Cabedo, a escritora nasceu em Santa Luzia, no Funchal, a 3 de julho de 1890, e faleceu, em Lisboa, em 1968. Casou-se com Nuno Catarino Cardoso (1887-1969), escritor cabo-verdiano, a 4 de maio de 1931, em Lisboa, de quem teve uma filha, Maria da Graça Dulcelinda da Costa de Cabedo.
A família de Maria de Cabedo tinha vários membros ligados às letras, contando-se entre eles o irmão, João Octávio de Costa de Cabedo, jornalista, colaborador em diversas publicações periódicas e cronista, com o pseudónimo João Claro, e o tio António de Cabedo, poeta e autor de Cacholetas Literárias.

## Carreira
Maria de Cabedo interessou-se cedo pela literatura, tendo publicado o livro Phantasias e Realidades, coleção de crónicas escritas para o Diário da Madeira, com prefácio de Alfredo Pimenta, bem como vários artigos literários em periódicos, nomeadamente na Crónica Feminina, na Eva (na qual assinava como Ivete), no Diário de Notícias (Funchal) (ocupando-se da rubrica “No meu caderno”, dedicada aos bons ensinamentos e à doutrina) e no Novo Almanaque de Lembranças Luso-Brasileiro. A autora fez diversas conferências em lugares de destaque, como o Teatro Politeama, em Lisboa, e nos Colóquios Olissipianos.
Phantasias e Realidades é uma obra constituída por 26 capítulos, correspondentes a 26 textos de diversos estilos e temáticas, nas quais se incluem, como mais recorrentes, a morte, o amor e a religiosidade. Alfredo Pimenta salienta o espírito multifacetado da autora, as “tintas festivas”, as frases sonoras, a “alma estruturalmente emotiva, servida por uma imaginação exuberante”, o espírito culto, nascido e criado “num meio quase cosmopolita como o do Funchal”, que sabe impor a sua personalidade.
A educação feminina é, na sua opinião, de grande importância, e, por isso, nesta obra, não se coíbe de criticar as mulheres que não aproveitam para alargar os horizontes e a possibilidade de se educarem e serem "cooperadoras" do homem nas ciências modernas e na resolução dos problemas sociais. A educação não significa a recusa da feminilidade da mulher, mas a conjugação dos atributos femininos com o conhecimento.
De tom poético e de natureza delicada, os textos de Maria de Cabedo caracterizam-se por breves impressões e apontamentos de lugares e de sentimentos, apesar de não deixar de demonstrar uma certa ironia, principalmente quando se refere a um determinado mundo feminino, mais preocupado com a aparência e com a vida mundana do que com o cultivo do espírito.

## Obras
- Phantasias e Realidade, Lisboa, Livraria Aillaud e Bertrand, 1927
- “Um poeta madeirense desconhecido”, Novo Almanaque Luso-Brasileiro, Lisboa, 1932, pp. 369-370.
- “Uma valiosa capela desconhecida do grande público”, Olisipo, ano XXVII, jan. 1964, n.º 105, p. 44